# Луций Елий Окулат
Луций Елий Окулат (на латински: Lucius Aelius Oculatus) е политик и сенатор на Римската империя през 1 век.

## Биография
Произлиза от фамилията Елии, плебейска фамилия в Древен Рим. Споменава се за първи път през 4 век пр.н.е.; от 2 век е име на много императори.
През май и юни 85 г. Окулат е суфектконсул заедно с Квинт Гавий Атик.